# Stropkov
 Ovo je glavno značenje pojma Stropkov. Za druga značenja pogledajte Okrug Stropkov.
Stropkov (mađarski: Sztropkó, njemački:  Stropko) je grad u Prešovskom kraju u istočnoj Slovačkoj. Upravno središte Okruga Stropkov.

## Zemljopis
Grad se smijestio na lijevoj obali rijeke Ondave, na nadmorskoj visini od 202 metra, zauzima površinu od 24.67 km². Udaljen je od Svidníka 13 km, a od Prešova oko 52 km.

## Stanovništvo
| Godina:     | 1993.  | 2003.   | 2013.   | 2023.   |
| ----------- | ------ | ------- | ------- | ------- |
| Broj ljudi: | 10 303 | 10 815  | 10 837  | 9788    |
| Razlika:    |        | +4,96 % | +0,20 % | -9,67 % |

| Godina:     | 2022. | 2023.   |
| ----------- | ----- | ------- |
| Broj ljudi: | 9883  | 9788    |
| Razlika:    |       | -0,96 % |

Po popisu stanivništva iz 2001. godine grad je imao 10.874 stanovnika.
- Slovaci 88,9 %
- Rusini 9,7 %
- Romi 1,1 %
- Ukrajinci 0,2 %

Prema vjeroispovijesti najviše je rimokatolika 61,93 %, grkokatolika 26,95 %, pravoslavca 5,23 %, ateista 2,80 % i luterana 0,47%.

## Gradovi prijatelji
- Ropczyce, Poljska
- Biłgoraj, Poljska

## Vanjske poveznice
- Službena stranica grada (sl.)

### Ostali projekti
|  | Zajednički poslužitelj ima još gradiva o temi Stropkov |